# Лібіхавський потік
Лібіхавський потік (словац. Libichavský potok) — річка в Словаччині, ліва притока Лівіни, протікає в окрузі Бановці-над-Бебравою.
Довжина приблизно 4.1-5.8 км. Витік знаходиться в масиві Дунайська низовина (геоморфологічна підодиниця Нітранські пагорби); на висоті близько 275 метрів.
Протікає територією сіл Мале Госте; Лібіхава і Шишов. Впадає у Лівіну на висоті приблизно 205-207 метрів.